# Sabugueiro (Arraiolos)
Sabugueiro ist ein Ort und eine ehemalige Gemeinde (Freguesia) im portugiesischen Kreis (Concelho) von Arraiolos. In der Gemeinde lebten 397 Einwohner (Stand 30. Juni 2011).

## Geschichte
Der Ort ist älter, eine eigenständige Gemeinde wurde er jedoch erst im 16. Jahrhundert.
Am 29. September 2013 wurden die Gemeinden Sabugueiro und Gafanhoeira (São Pedro) zur neuen Gemeinde União das Freguesias de Gafanhoeira (São Pedro) e Sabugueiro zusammengefasst.

## Sehenswürdigkeiten
Die manieristische Gemeindekirche Igreja de Santa Clara do Sabugueiro stammt aus dem 16. Jahrhundert. Sie birgt u. a. Azulejo-Verkleidungen und steht unter Denkmalschutz.